# Новотерноватка
Новотерноватка (укр. Новотернуватка) — село,
Привольненский сельский совет,
Солонянский район,
Днепропетровская область,
Украина.
Код КОАТУУ — 1225086005. Население по переписи 2001 года составляло 56 человек.

## Географическое положение
Село Новотерноватка находится на расстоянии в 0,5 км от села Шульговка и в 1,5 км от села Никольское.
По селу протекает пересыхающий ручей с запрудой.